# Antonio Bernacchi

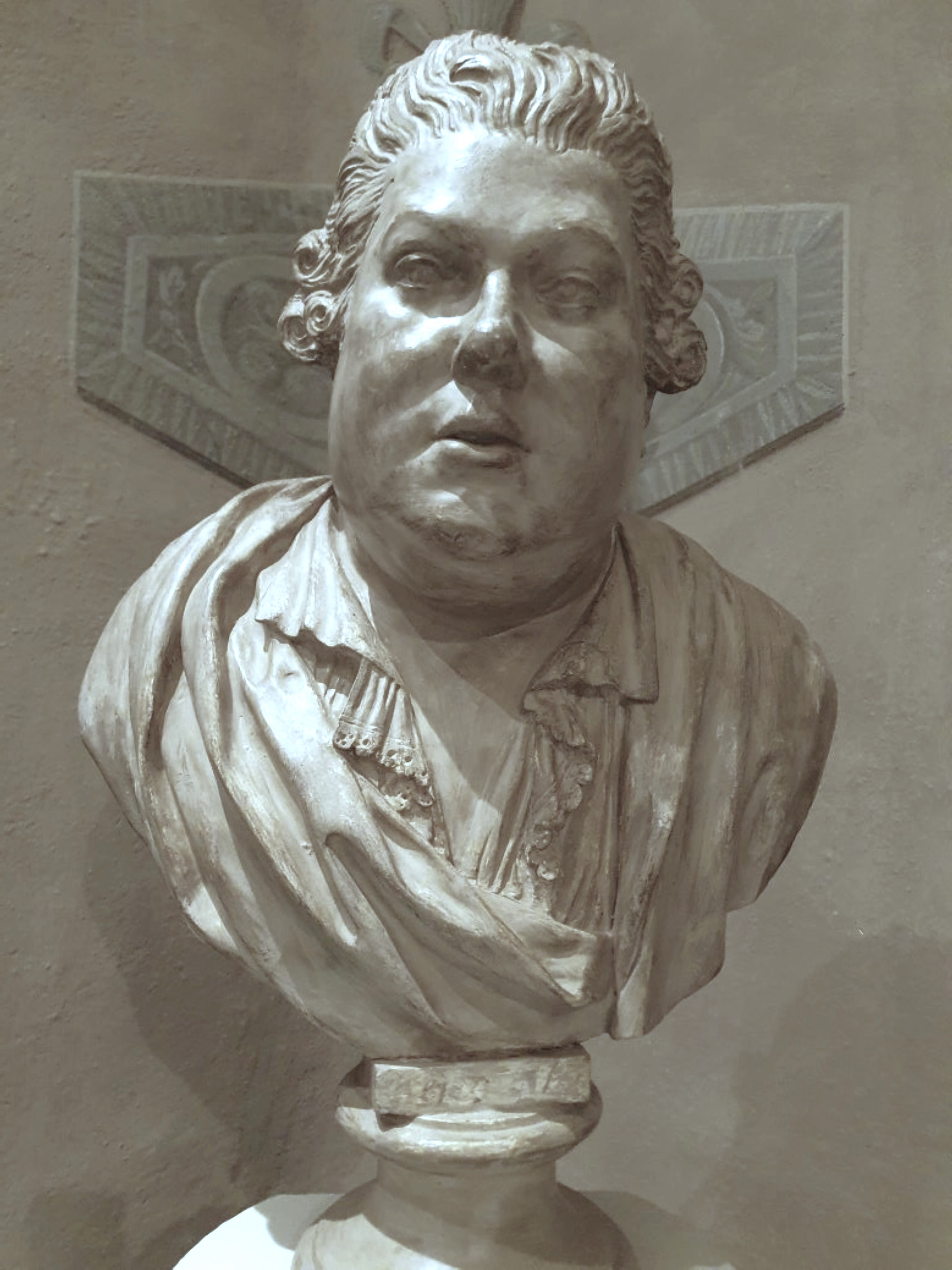
Byst av Antonio Bernacchi.

Antonio Bernacchi, född den 21 juni 1690 i Bologna, död där den 16 mars 1756, var en italiensk kastratsångare.
Bernacchi, som var lärjunge av Pistocchi, grundlade 1736 i sin hemstad en mycket berömd sångskola. Han anses inte av naturen ha varit begåvad med någon skön stämma, men förstod att med konst dölja denna brist. Han gäller som upphovsman till ruladerna i den italienska sången.